# Canal Nou
Canal Nou (o Nou des del 9 d'octubre de 2013 fins a la seua desaparició) va ser el primer canal de Televisió Valenciana (TVV), pertanyent al grup Radiotelevisió Valenciana (RTVV), empresa de la Generalitat Valenciana. Va començar les seues emissions en proves el dilluns 5 de setembre de 1989 de la mà de Xelo Miralles. Abans de tancar, el 29 de novembre de 2013, tenia una audiència d'entorn d'un 5% de share. La seua programació s'emetia principalment en valencià, tot i que algunes pel·lícules i sèries estrangeres no tenien doblatge al valencià, encara que Nou 24 ho va fer íntegrament en valencià. Abans de desaparèixer, Nou 2 també emetia majoritàriament en valencià.
L'any 2018 es va reobrir el canal valencià públic amb el nou nom de À Punt.

## Història

### Projectes i inicis
L'Estatut de la Comunitat Valenciana possibilita la creació d'uns mitjans de comunicació públics destinats a fomentar la intercomunicació entre els valencians i a potenciar la seua identitat cultural i lingüística.
El mes de juliol de 1984, les Corts aprovaren la llei de Creació de Radiotelevisió Valenciana, instrument necessari per a dur a la pràctica un dels projectes més compartits i esperats pels diversos sectors socials i polítics del País Valencià.
El 18 de desembre del 1986 la marca Ràdio Autonomia Valenciana va ser registrada a l'Oficina Espanyola de Patents i Marques. El 22 de desembre es va registrar la marca Televisió Valenciana, i el 29 de desembre del mateix any es registra Radiotelevisió Valenciana.
El 10 de març de 1987 es van iniciar les obres d'infraestructura del Centre de Producció de Programes de Televisió Valenciana, ubicat a Burjassot, als voltants de la ciutat de València, així com les instal·lacions de Ràdio Autonomia Valenciana.
El mes de març de 1988 es va constituir el Consell d'Administració de RTVV. El Consell està format per onze membres designats, segons la Llei de Creació de l'Ens, per les Corts Valencianes, i la durada del seu mandat coincidix amb la de la legislatura corresponent.
Vers l'abril del mateix any, el Consell d'Administració va proposar al Consell de la Generalitat Valenciana el nomenament del primer Director General de l'Ens.
El 29 de juny del 1989 es va registrar la marca Televisió Autonòmica Valenciana Canal Nou a l'Oficina Espanyola de Patents i Marques. El dia 30 de juny del 1989 es va demanar el registre de la marca Canal Nou que, finalment, fou acceptada el 13 d'octubre del mateix any.
A partir del dia 1 de setembre, TVV va ocupar les freqüències d'emissió usades per a emetre TV3 i va començar a fer algunes emissions en proves, primer, durant uns pocs dies, acoblant-se a l'horari d'emissió de TV3 i, a partir del 5 de setembre, interferint la seua emissió,
Estava previst que les emissions de la cadena començaren el 9 d'octubre de 1989, tanmateix, les emissions van haver d'avançar-se abans del previst a causa d'un episodi de pluges torrencials que afectà a gran part del País Valencià i les Illes Balears a principis de setembre de 1989.
El logo va ser dissenyat per Ramón Pérez-Colomer i Paco Escobar. Més tard seria redissenyat unes vegades més.
Xelo Miralles va ser la primera cara que va aparèixer a Canal Nou el dia 5 de setembre del 1989, i el primer presentador a aparéixer va ser el meteoròleg Vicent Gómez Soler, quan la televisió no portava ni un mes en marxa i no estava instal·lat encara el Meteosat. Aquell mateix dia es va emetre la primera pel·lícula, La costa de 'los Mosquitos', en castellà.
El 9 de setembre Canal 9 emet el seu primer partit de futbol, entre el Club Esportiu Castelló i el Reial Madrid Club de Futbol. Per a l'ocasió, ACPV va tallar durant unes hores l'emissió de TV3, que també emetia el partit.
Les emissions regulars es varen iniciar, tal com estava previst, la diada del 9 d'octubre del mateix any, de la mà de Diego Braguinsky, amb aquestes paraules: "Hola, bon dia. Hui, 9 d'octubre, comencen les emissions regulars de Canal Nou Televisió Valenciana". Aquell mateix dia es va emetre la primera pel·lícula en valencià, El colós de Rodes.
Perquè la reciprocitat entre Canal 9 i TV3, acordada pels presidents d'ambdós governs autonòmics, es duguera a terme, el director general de la Corporació Catalana de Ràdio i Televisió oferí al de Radiotelevisió Valenciana que les freqüències de Canal 33 emeteren el senyal de Canal 9 a les hores en què Canal 33 no emetia, però el director de RTVV s'hi nega en considerar que la reciprocitat seria incompleta.

### Conflictes entre ACPV i Generalitat Valenciana
TV3 va ser el tercer canal de televisió que es va poder vore al País Valencià fins a l'any 1989 però Acció Cultural del País Valencià (ACPV), responsable de la xarxa que repetix el senyal, va cometre l'error d'ocupar els canals que el Pla radioelèctric nacional tenia reservats per a l'emissió de Canal Nou. Quan el setembre de 1989 va començar l'emissió de Canal Nou, la situació era que ACPV estava ocupant-ne les freqüències amb el senyal de TV3. Immediatament va sorgir el conflicte. Canal Nou va començar a emetre per les mateixes freqüències que estaven emetent els emissors d'Acció Cultural del País Valencià.
El resultat era que no es podia vore ni una televisió ni l'altra. ACPV es resistia a apagar els seus emissors i Televisió Valenciana pretenia, en vespres de les eleccions, aconseguir una audiència televisiva del 95% a causa de l'antenització (adaptació de les antenes comunitàries) ja realitzada a mitjans dels anys 80 pels espectadors valencians per a vore TV3, la qual cosa permetria Canal Nou d'arribar des del primer moment a pràcticament el 95% de la població. El pols entre la Generalitat Valenciana i ACPV es va mantindre durant diversos dies.
La Generalitat Valenciana, amb el President Joan Lerma (PSPV), i tot i que amb la totalitat dels partits polítics amb representació a les Corts Valencianes en contra del tancament de TV3, per la llibertat d'informació, i perquè es poguera tindre opció a Canal 9 i a TV3 tant al País Valencià com a Catalunya, en pocs dies, i en vespres de les eleccions generals, amb el suport del ministre Barrionuevo, es va aconseguir una ordre judicial per al tancament dels repetidors de TV3, sobre la base que estaven ocupant una freqüència que tenia assignada RTVV. La Guàrdia Civil va executar l'ordre judicial i va precintar els emissors de TV3 d'ACPV. En poques hores Canal Nou havia aconseguit una antenització i quota d'audiència potencial d'un 95%.

Segons alguns investigadors, amb l'arribada del Partit Popular a la Generalitat Valenciana es va acomiadar la majoria de la plantilla que no parlava la varietat apitxada, i només alguns casos com els de Xelo Miralles i Salvador Caudeli, presentadors dels informatius, van poder evitar els acomiadaments.

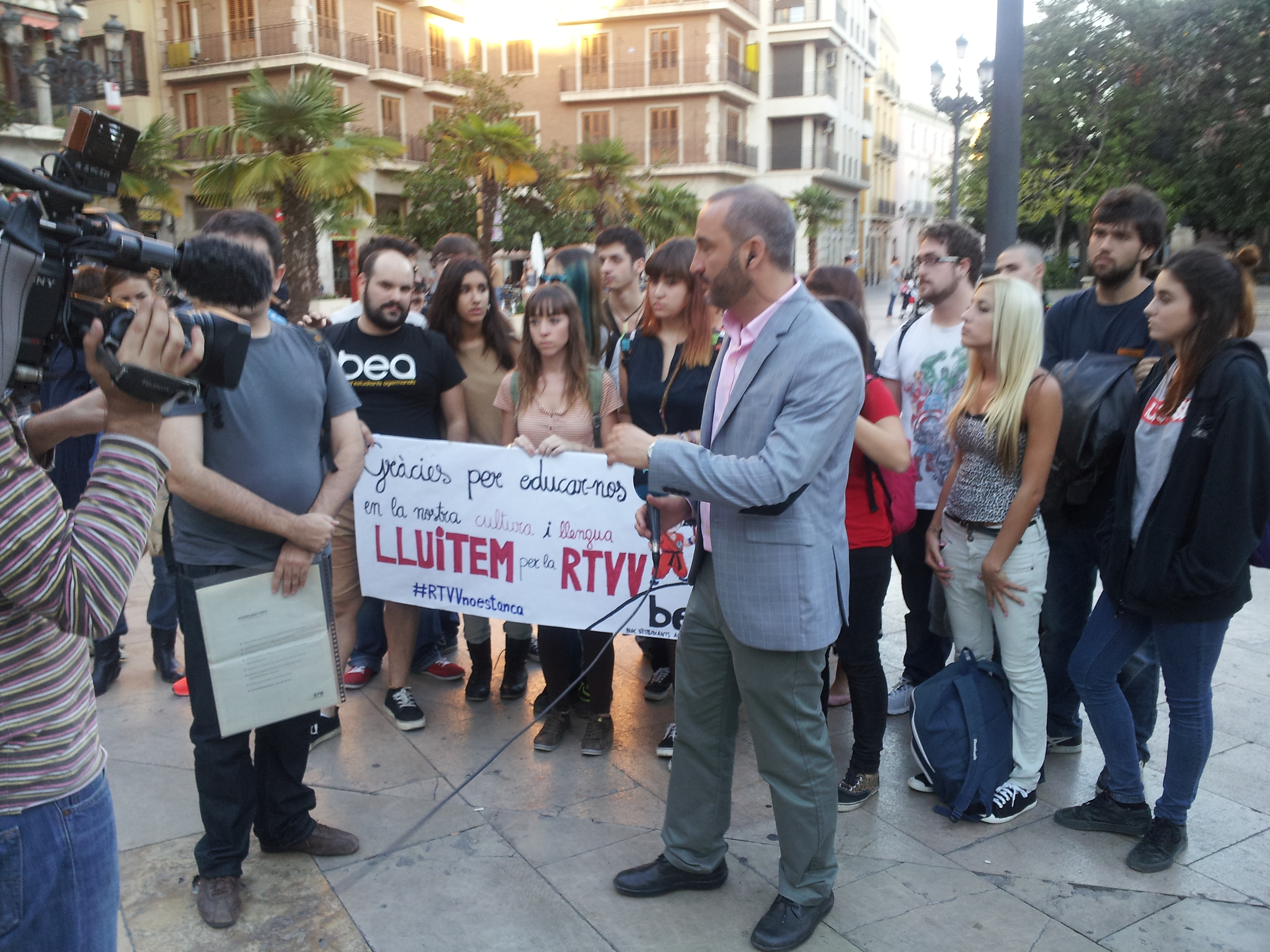
Emissió del programa especial que Nou Televisió va realitzar des de la plaça de la Mare de Déu de València el 6 de novembre de 2013, quan es va anunciar el tancament del grup.

El 9 de febrer de 2013 es va culminar l'expedient de regulació d'ocupació de la Radiotelevisió Valenciana, que va afectar 843 treballadors de Canal 9. La xifra total d'acomiadats dins del procés de reestructuració de l'ens ascendeix a 1131. El 5 de novembre de 2013 el Tribunal Superior de Justícia de la Comunitat Valenciana declarà nul l'ERO de la Radiotelevisió Valenciana. El govern valencià va respondre amb l'anunci del tancament del canal públic valencià el mateix dia, que va ser correspost per manifestacions a València, Alacant i Castelló.
El 29 de novembre de 2013 el govern valencià va posar fi a les emissions de Nou Televisió després de 24 anys d'emissions. Després del tancament de Nou Ràdio, els treballadors de Nou Televisió van iniciar a mitjanit en directe un programa especial de resistència, on es va donar veu a col·lectius i partits polítics crítics amb el govern, fins al moment que es van tallar les emissions, a les 12:19h, entre crits d'«Açò és un colp d'estat». L'endemà es van convocar marxes a València, Alacant i Castelló contra Alberto Fabra.

### Reobertura
El 13 de novembre de 2014 es va admetre a tràmit una iniciativa legislativa popular (ILP) en la qual es demanava la reobertura d'RTVV postura que el PSPV-PSOE, la coalició Compromís i EUPV sempre han defès. El 3 de febrer de 2015 el PPCV esmenà la ILP, a la que li va afegir noves condicions: que es consumara la liquidació de l'ens públic, que podria durar dècades, ja que s'haurien d'amortitzar tots els actius; que «no supose la minoració de les partides als servicis públics» i «que no supose un increment de la pressió fiscal als ciutadans». En una esmena posterior, Jorge Bellver, portaveu del PPCV en les Corts va afegir a l'esmena la necessitat d'«eliminar l'exclusivitat de les emissions en valencià». A més a més, instà en la necessitat de «crear una comissió per a investigar la forma d'implantació del servici públic de radiotelevisió» quan es donen les condicions oportunes. A més a més, contempla la «llibertat d'elecció del model de gestió», fent obrir les portes a un model privat. Tant com el PSPV-PSOE, la coalició Compromís i EUPV presentaran la ILP sense modificacions, recolzada a més a més per quasi 90.000 electors, el 9 de febrer de 2015, dia en què es debatrà el text.
La reobertura del canal valencià públic es produeix el 10 de juny de 2018 amb el nou nom de À Punt.

## Controvèrsies

### Manipulació informativa
Durant la seua història, Canal Nou sempre ha sigut acusada de ser una TV manipulada, qualificant-la de "aparat de propaganda del PP" amb un paper fonamental en el silenciament de les crítiques en episodis catastròfics similars com ara l'accident de metro a València del 2006, en el qual van morir 43 persones.
A més a més, Canal 9 es va vore involucrada en diversos escàndols de malbaratament i sobrecost en l'adjudicació de llicències per a retransmetre espectacles: el 2007 van comprar-se els drets de la retransmissió de la Fórmula 1, i va arribar a costar un deute de més de 41 milions d'euros, i més escàndols, a més a més de la relació directa que tenia Canal 9 amb els negocis fraudulents del cas Gürtel
Durant un program de debat polític a la cadena, Manu Ríos, moderadora del programa "Parlem clar", declarà en directe que "la tònica de la campanya electoral és una oposició que enarbora proposades de govern i un Govern que es dedica a demolir-les amb arguments propis d'una oposició sense idees". En la seua presentació, la periodista va anunciar els tres temes de debat del programa: la proposta del PP sobre immigració, que "pel que sembla cala profund en la societat espanyola" i "crispà al Govern socialista"; la il·legalització dels partits bascos ANV i PCTV "malgrat que el Govern socialista no ha impedit dintre del termini i en la forma escaient la presència de col·laboradors de terroristes en les institucions"; i el vídeo de "els artistes de la cella" en suport a Zapatero que "han fet seva l'estratègia de llançar-se a degollament del Partit Popular". El video està disponible a la plataforma YouTube
Ángel Luna, portaveu del PSPV-PSOE a les Corts, acusà a Camps de convertir TVV en una agència de publicitat. El portaveu parlamentari, Ángel Luna, i la diputada Nuria Espí, van anunciar que denunciarien la manipulació informativa de Canal Nou davant la Síndic de Greuges i el Tribunal Constitucional i, si calgués, davant el Tribunal Europeu. "Assistim a la manipulació i al segrest de l'opinió pública, a un cop d'estat permanent", va dir Luna, qui va responsabilitzar al president de la Generalitat, Francisco Camps, de convertir Canal Nou en la seua pròpia "agència de publicitat" endeutant a tots els valencians en més de 1.200 milions d'euros. La diputada socialista Nuria Espí va manifestar: "Ja sabem que Canal Nou no és transparent, que hi ha una utilització partidista, però arribarem fins a on s'hagi d'arribar". "Televisió Valenciana està incomplint preceptes bàsics de la Constitució", va dir Espí, que va animar a Manu Ríos a presentar-se en les llistes electorals del PP i a deixar d'exercir de portaveu popular en la televisió pública.
Tant el PP com la mateixa direcció de Canal Nou no van fer cas a les crítiques socialistes. "No es pot abordar la campanya electoral sense dir gens d'aquesta vulneració de drets fonamentals", va reblar el portaveu parlamentari socialista Ángel Luna. La relació d'exemples en els quals s'ha vulnerat la imparcialitat que hauria de garantir la televisió pública és sagnant, segons els socialistes, "recalquen que els criteris utilitzats habitualment en els informatius de Canal Nou coincideixen amb l'argumentari del PP i del Consell". En aquesta estratègia, Canal Nou recorre, segons el PSPV, a distintes tècniques: "l'ocultació d'imatges i opinions rellevants; la creació de polèmiques artificials (seguretat ciutadana); el falsejament de la informació; la intoxicació informativa; la reiteració de missatges (sequera), i la manipulació en el repartiment dels temps de les opinions".

### Acusacions d'assetjament sexual
El febrer de 2010 saltà a l'opinió pública la denúncia de tres dones periodistes del grup cap al cap de personal i Secretari General Vicent Sanz., que va ser acusat d'abús de poder i humiliacions sobre els empleats de la casa. El presumpte assetjador fou destituït pel d'aleshores Director General, José Luis López Jaraba, que va reconèixer que era sabedor dels fets abans de la denúncia, per la qual cosa els partits polítics de l'oposició a les Corts en demanaren la dimissió. Vicent Sanz fou nomenat secretari general i cap de personal de RTVV el 1999, sent president de la Generalitat Eduardo Zaplana.

## Logotips
Durant la seua història, ha tingut una imatge corresponent al període d'emissions en proves, tres imatges corporatives corresponents a l'etapa com a Canal 9, i una com a Nou Televisió:
| Logotip de Canal 9 Televisió i Canal 9 Ràdio durant les emissions en proves | Canal 9-Televisió Valenciana (1989-2003) | Canal 9 (2003-2004)    | Canal 9 (2004-2005)                    | Canal 9 (2005-2010) | Canal 9 (2010-2013) | Nou Televisió                     |
| 2 de setembre a 9 d'octubre 1989                                            | De 1989 a 2002                           | De 2002 a març de 2005 | De març de 2005 al 9 d'octubre de 2005 | De 2005 a 2010      | De 2010 a 2013      | 9 d'octubre a 29 de novembre 2013 |
| --------------------------------------------------------------------------- | ---------------------------------------- | ---------------------- | -------------------------------------- | ------------------- | ------------------- | --------------------------------- |

## Audiències
Durant el període de proves, entre el 4 de setembre i el 9 d'octubre del 1989, Canal 9 va assolir un 38% d'audiència mitjana, superant TVE 2.
Canal 9 va tocar sostre el 1992, quan va assolir un 22,5% de quota de pantalla. Des del 20,4% de 2000 no va deixar de caure en picat. El juliol del 2011, Canal Nou va marcar el seu mínim històric, amb un 4,2%. Segons l'estudi de Barlovento Comunicació, al febrer del 2012, Canal Nou va obtenir un 4,3% de quota de pantalla.
| 1992 | 1993 | 1994 | 1995 | 1996 | 1997 | 1998 | 1999 | 2000 | 2001 | 2002 | 2003 | 2004 | 2005 | 2006 | 2007 | 2008 | 2009 | 2010 | 2011 | 2012 | 2013 |
| ---- | ---- | ---- | ---- | ---- | ---- | ---- | ---- | ---- | ---- | ---- | ---- | ---- | ---- | ---- | ---- | ---- | ---- | ---- | ---- | ---- | ---- |
| 22,5 | 19,9 | 17,7 | 18,5 | 17,3 | 20,6 | 18,2 | 18,7 | 20,2 | 18,7 | 18,4 | 18,2 | 17   | 16,3 | 14,3 | 12,7 | 12   | 11,8 | 8,4  | 6    | 5    | 4,1  |

## Sistemes d'emissió de Nou Televisió

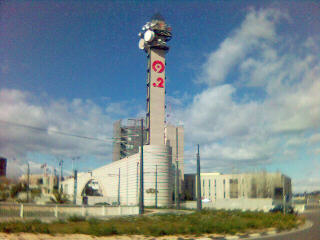
Seu de Nou Televisió a Burjassot (l'Horta Nord).

### Televisió analògica terrestre
Nou Televisió (aleshores anomenat Canal 9) emetia per UHF en sistema analògic per a tot el País Valencià, part de Catalunya i les Illes Balears i també en algunes zones de l'Aragó, la Regió de Múrcia i Castella-la Manxa fins que es va produir l'apagada analògica.
Des del mes de novembre de 1989, Canal 9 es veia al sud de Catalunya utilitzant les antenes que va muntar l'associació Amics de RTVV, impulsada per ACPV, al Caro i La Mussara.
El 19 de març de 1990, les emissions de Canal 9 arribaren per primera vegada a Mallorca, inicialment compartint el seu senyal amb el Canal 33 i TVE 2-Catalunya i Balears. Des del 21 de juny de 1990, Canal 9 s'afegí oficialment a l'oferta de televisió de Mallorca (inicialment compartint la freqüència amb TVE 2-Catalunya i Balears) gràcies a la tasca de l'Obra Cultural Balear i d'alguns ajuntaments, que reemetien el senyal d'ambdues televisions, i arribaren abans que les cadenes privades d'àmbit estatal. Canal 9 va consolidar la seua audiència a les illes, fet pel qual fins i tot l'equip de "L'oratge" arribà a fer la previsió meteorològica per a Balears durant un temps.
L'any 1994 es va arribar a un acord perquè Canal 9 emetera a Barcelona en període experimental. L'any 1995 el repetidor de La Mussara va deixar d'emetre Canal 9. L'11 de setembre del 2003 s'inaugura el canal 3/24, i al sud de Catalunya el nou canal i Canal 9 s'interfereixen.
L'any 1997, amb el naixement de Notícies 9, RTVV instal·là l'equipament necessari per poder emetre els seus dos canals a Balears. L'any 1998 Canal 9 va finalitzar la seua implantació a totes les Balears. A partir del 2005 s'enviaren els programes als estudis d'IB3 Televisió mitjançant la fibra òptica, gràcies a Telefónica, perquè el canal balear decidira si s'havia de transmetre un determinat programa o, en cas contrari, pel senyal de Canal 9 s'emetia un programa de Punt 2 (o el senyal de TVV Internacional des de 2007), mentre que el senyal de Punt 2 es reemetia per a totes les illes sense cap restricció. L'1 de març de 2009, l'emissió de Canal 9 a Balears fou definitivament substituïda per TVV Internacional fins a l'apagada analògica l'11 de gener de 2010.
A partir de l'any 2010, amb la fi de les emissions analògiques, el canal només es pogué veure a Múrcia, tot i que amb menys cobertura que la que proporcionaven les emissions analògiques, i a Albacete fins a la mateixa ciutat d'Albacete.
Canals d'emissió:
- Sóller, Alfàbia: 31 UHF (amb cobertura a Mallorca, La Barceloneta i Collserola, reemés per alguns ajuntaments de l'Alt Maresme), i inicialment 43 UHF.[66]
- Es Mercadal, El Toro: 47 UHF (amb cobertura a Menorca).
- Sant Llorenç de Balàfia: 21 UHF.
- Castell d'Eivissa, Dalt Vila: 52 UHF.
- Sant Josep de sa Talaia, Sa Talaiassa: 42 UHF (amb cobertura a Formentera).
- Sant Vicent de sa Cala: 40 UHF.
- Roquetes, Caro: 33 UHF (amb cobertura a les comarques del nord de Castelló, el Baix Cinca, el Baix Aragó, tota la demarcació de Tarragona fins a Vilafranca del Penedès, i gran part de la de Lleida fins a la Noguera).
- Vilaplana, La Mussara: 65 UHF (complementa el Caro).
- Camarena de la Sierra, Javalambre: 29 UHF (amb cobertura al Racó d'Ademús, la Serra d'Albarrasí, la Comunitat de Terol i la Serrania de Conca).

### Televisió digital terrestre
L'11 d'agost del 2008 les emissions de Canal 9 (versió terrestre valenciana) arribaren per primera vegada a Catalunya després de l'acord de reciprocitat entre TV3 i Canal 9. El 19 de març del 2010, però, la Generalitat de Catalunya substitueix Canal 9 pel canal d'Hispasat Televisió Valenciana Internacional en no complir la Generalitat Valenciana l'acord de reciprocitat amb TV3. Finalment, el 15 de juliol del 2010 Televisió Valenciana Internacional es deixa de veure a Catalunya en deixar d'emetre a Hispasat.
Va emetre els dos canals (Nou Televisió i Nou 24) pel múltiplex digital del C58 UHF amb servei de teletext, subtítols i dues pistes d'àudio (original i versió original). El múltiplex del canal 53 UHF i etiquetat com a GV-998 va estar ocupat per una carta d'ajust. Era una reserva de canal que s'havia fet per si el Govern espanyol concedia a Televisió Valenciana un segon múltiplex digital per emetre per ell nous canals temàtics. El desplegament de la cobertura del senyal digital terrestre va ser gradual fins a completar-se entre els anys 2007 i 2008.
Canals d'emissió:
- Castelló: 60 UHF i 63 UHF.
- València: 28 UHF i 57 UHF (amb cobertura a València i Albacete gràcies al repetidor d'Utiel).
- Alacant: 44 UHF i 62 UHF.
- Barcelona: 43 UHF.
- Tarragona: 36 UHF.
- Lleida: 52 UHF.
- Girona: 52 UHF.

### Televisió per cable
Les emissions de Nou Televisió es podien seguir a l'oferta de televisió per cable com, per exemple, les d'ONO i d'altres empreses.
Canals d'emissió:
- ONO: Dial 7 (País Valencià)
- ONO: Dial 9 (Múrcia
- ONO: Dial 9 (Albacete)
- Imagenio: Dial 7 (País Valencià)

### Televisió digital per satèl·lit
Així mateix, Canal Nou emetia una part dels seus programes juntament amb els de Canal Nou Dos per satèl·lit, amb el canal Canal Nou Internacional. Esta cadena es podia sintonitzar a través de la seva pàgina web d'Internet. Fins al divendres 16 de juliol de 2010 es podia sintonitzar de manera lliure amb qualsevol receptor digital preparat per a rebre canals que emeten per satèl·lit, car el seu senyal no es codifica. Els satèl·lits i les freqüències per les quals emetia Canal Nou Internacional eren les següents:
- Astra 2C: Transponder 56 · Freqüència 10818 · Polarització Vertical · SR 22000 · FEC 5/6 · SID 29954 · Pid Video 169 · Pid Àudio 116
- Hispasat 1C: Transponder 57 · Freqüència 11972 · Polarització Vertical · SR 27500 · FEC 3/4 · SID 92 · Pid Video 166 · Pid Àudio 104

La cobertura d'aquest satèl·lit va abraçar una gran part d'Europa i zones properes com el nord de l'Àfrica.

### Internet
Per acabar, cal apuntar que l'emissió de Canal Nou Internacional es podia sintonitzar des de qualsevol part del món mitjançant internet a la pàgina oficial de l'ens públic.

## Programació
Informatius i actualitat
- Notícies Nou - Informatius diaris
- L'Oratge - Espai d'informació meteorològica
- Bon Dia Comunitat Valenciana
- DBT - Programa de debats polítics
- Dossiers - Reportatges d'actualitat periodística
- Carta blanca - Debat (presentat per Josep Ramon Lluch)
- De bat a bat - Debat
- Parlem clar - Tertúlia
- En exclusiva - Entrevistes

Esports
- Zona Champions - Programa sobre l'actualitat de la competició europea de futbol
- Minut a minut - Programa sobre l'actualitat esportiva (futbol) del cap de setmana

Magazins
- En connexió - Programa de reportatges
- Cor de festa - Programa sobre les festes al País Valencià
- Interiors - Programa sobre decoració i interiorisme
- Te'n recordes? - Programa de reportatges (presentat per Inés Ballester)
- Hora de salut - Magazine sobre la salut

Sèries
- Benifotrem - Primera sèrie de producció pròpia de TVV
- Negocis de família - Telenovel·la de producció pròpia
- Alma Indomable - Telenovel·la
- Herència de sang - Telenovel·la de 100 capítols emesa per Canal 9 entre octubre de 1995 i març de 1996, coproduïda entre la cadena valenciana i la productora Drimtim.[70] L'argument estava basat en un guió del dramaturg Rodolf Sirera i mostrava la vida d'una família, els Segura, amb conflictes generacionals, amors i odis en una nissaga enfrontada per la decisió d'un dels seus membres, Sebastià, de vendre part del seu patrimoni. Comptà amb actors com Juli Mira, Carme Belloch, Trinidad Guillén, Xema Cardeña, Pilar Almería o Candela Montesinos.
- A flor de pell - Telenovel·la
- Walker Texas Ranger - Sèrie d'acció
- Bon dia, bonica - Telenovel·la de producció pròpia
- L'Alqueria Blanca - Sèrie de producció pròpia
- Rex - Sèrie policiaca
- Les Moreres - Telenovel·la de producció pròpia
- Senderos Misteriosos - Sèrie de misteri
- Senyor retor - Sèrie
- Fringe - Sèrie policiaca
- Stingers: Infiltrados - Sèrie policiaca
- Nip/Tuck - Sèrie mèdica
- Misterios médicos - Sèrie mèdica
- Guardacostas - Sèrie policiaca
- V - Sèrie de ciència-ficció dels anys 80

Entreteniment
- El show de Joan Monleón - programa de varietats (presentat per Joan Monleon)
- Enamorats - Programa d'entreteniment (presentat per Diego Braguinsky i Rosana Pastor)
- Entre setmana - Magazine d'entreteniment (presentat per Juanjo Prats i Gemma Juan)
- Moltes gràcies - Humor
- Tot per l'audiència - Programa d'entreteniment (presentat per Diego Braguinsky)
- Mira qui parla - Programa d'entrevistes i entreteniment (presentat per Àngel Martínez)
- Fem tele (1998-2000) - Programa d'humor setmanal presentat per Núria Roca i César Lechiguero, amb col·laboradors com les de Maribel Casany (Mari Mari) o Felip Bau (Fefe).

Cultura i espectacle
- Tal com show - Programa d'espectacles amb actuacions musicals
- Grafiti - Espai musical (presentat per Ramon Palomar)
- L'esfera de la cultura - Programa cultural (presentat per Salvador Caudeli)
- Colp d'ull - Programa cultural (presentat per Maria Josep Poquet)
- Calor, Calor - Programa musical estiuenc presentat per Maria Abradelo
- El Picú - Musical

Pel·lícules
- Cine de l'Oest - Pel·lícules del gènere western
- Cine de Nit
- D'Autor
- Ficcionari
- Tardes de cine
- Sessió matinal
- Cine en valencià
- Cine sense pauses

Concursos
- Cantem de Cor - Concurs on participen cors musicals valencianes
- Menuda és la nit
- Paco, Paco, Paco - Concurs (presentat per Paco Nadal)
- Elles i ells - Concurs
- Amor a primera vista - Concurs (presentat per Diego Braguinsky i Rosana Pastor)
- Si l'encerte, l'endevine - Programa concurs (presentat per Ximo Rovira)

Altres
- Dietari - Dietari que incloïa santoral, refranys, informació sobre festes, fires, impostos i taxes i efemèrides. La durada aproximada de l'espai era d'1:20 min. Es va emetre des dels inicis de Canal 9 fins a l'any 1998, abans dels informatius i abans de finalitzar les emissions, i també durant els primers mesos de Notícies 9 (posteriorment, Punt 2), quan aquest canal iniciava les seues emissions
- En Clau de Nou - Espai musical nocturn
- Retrozap - Espai de talls televisius antics
- Gormandia - Programa sobre cuina
- Jo Treballe Ací - Programa de divulgació d'espais laborals singulars
- Babaclub - Espai infantil
- Valencians pel món
- Nit de misteri - Programa sobre temes paranormals
- Crònica amarga - Programa sobre successos
- Olé tus vídeos - Vídeos domèstics
- Tómbola - Programa sobre l'actualitat del cor presentat per Ximo Rovira
- Socarrats - Programa d'esquetxos (comèdia de situació, sitcom)
- Queda't amb mi - Programa d'entrevistes presentat per Alícia Ramírez
- La vida és una prova - Presentat per Manu Rios
- En companyia de Salomé
- Efecte Palomar - Presentat per Ramón Palomar
- Matí, Matí - Presentat per Maribel Vilaplana